# Parmenid
Parmenid (5. stoljeće pr. Kr.) je bio filozof iz antičke grčke filozof rođen u Eleji, grčkom gradu na jugu Italije. On je jedan od najznačajnijih predsokratovskih filozofa. On je govorio da je svakodnevno shvaćanje realnosti osjetilnog svijeta greška; i da je realnost svijeta Jedno Biće: nemijenjajuća i neuništiva cjelina. Biće je jedinstvena, puna lopta koje se ne kreće, za koju se često uzima za materijalnu iako se iz samog Parmenidovog spjeva O naravi ne bi moglo iščitati. Biće nije nastalo, niti će nestati. Ono oduvijek postoji i vječno je. Smatra se osnivačem Elejske škole, u kojoj su, pored njega, bili i njegov učenik Zenon te Melis.

## Životopis
Parmenid je rođen i živio u Eleji, bogatom trgovačkom gradu na zapadnoj obali južne Italije, osnovanom poslije 540. pr. Kr. od Grka koji su pod pritiskom Perzijanaca napustili zavičaj u Maloj Aziji. Kao godine rođenja navode se 540. i 515., a predaja je jednoglasna u opisu obitelji iz koje potječe kao bogate i ugledne. Navodi se da je u mlađim godinama bio i politički aktivan, čak da je i napisao ustav građanima Eleje. Izvanredno je cijenjen od starih filozofa, a Platon ga smatra velikim i uzvišenim.

## Spisi
Učenje mu je bilo izloženo u spjevu O prirodi. Sve svoje misli izlaže u pjesničkom duhu. Većinu fragmenata sačuvao je Simplicije.

## Učenje
Problem je što prije raditi, Herakleitovu ili Parmenidovu školu. Kao da je ovaj čuo za ovog pa radio suprotno. Teško je objasniti jedno bez drugog. Obje škole su teške. Danas se smatra da je Parmenid osnivač Elejske škole. Prvi je sistematski razradio elejsko učenje i sagledao bitne filozofske probleme u protiv-stavu između kretanja i mirovanja, jednog i mnoštva, racionalnog i osjetilnog, pojavnog i bitnog. 
Parmenid dijeli svoje učenje u dva dijela, koji se zovu «put istine» i «put mnijenja». Ono što on kaže o putu istine glasi: "Ne možeš znati ono što ne postoji – to je nemoguće – niti ga izreći, jer je jedna ista stvar ona koja se može zamisliti i ona koja može postojati. Prema Parmenideu smatrati ništa za nešto istinito je put zablude, po kome lutaju dvoglavi smrtnici koji ništa ne znaju". 
Biću pripisuje jedinstvo i nepromjenljivost. Postoji samo bitak, on je vječan, ne postaje i ne propada, ostajući istovjetan, uvijek jednak samom sebi. Biće ili Jedno jeste. Ono što nastaje nastaje ili iz bića ili iz nebića. Ako iz bića onda to nešto već jeste, a iz nebića ništa. Njegova prva tvrdnja je da ono jest tj. biće ili stvarnost – odnosno postoji. Ono može biti predmet naših misli. Biće nikad nije nastalo, ono jednostavno jest. Biće je nestvoreno, neprolazno, cjelo, nepokretno, ne može mu se ništa dodati. Biće je Jedno i ne može se dijeliti jer bi se moralo dijeliti nečim različitim od sebe. Biće je ograničeno jer se neograničeno mijenja. Elejski bitak se ne može dijeliti jer je njegova cjelokupnost svuda prisutna. Bitak je dakle, jedan nedjeljiv, on je neprekidna cjelina koju Parmenid upoređuje s pravilnom, potpuno okruglom, savršenom loptom. Nema mišljenja čijem sadržaju ne pripada bitak (postojeće). Vremenski je beskonačno jer nema početka, sredine ni kraja, ali je prostorno konačno, sferičnog oblika.
Stvar koja se može misliti jest: kada mislite, mislite o nečemu, kada upotrijebite ime to mora da bude ime nečega. Zato i misao i jezik zahtijevaju objekte van njih samih. A pošto možete misliti o nekom objektu ili govoriti o njemu u jednom, a isto tako i u drugom trenutku, sve ono o čemu se može misliti ili govoriti mora stalno postojati u vremenu. Iz toga slijedi da ne može biti promjene, jer se promjena sastoji iz stvari koje postaju ili prestaju da postoje. Ovo je u filozofiji prvi primjer jednog argumenta iz domena misli i jezika primijenjenog na svijet uopće. On se, naravno, ne može prihvatiti kao valjan, ali vrijedi vidjeti koliki je elemenat istine koji u sebi sadrži.
No očigledno je da, u većini slučajeva, mi ne govorimo o riječima, već o onom što te riječi znače. A to nas vraća na Parmenidov argument da, ako se neka riječ može koristiti sa značenjem, onda ona mora da znači nešto, a ne ništa, iz čega proizilazi da ono što ta riječ znači mora u izvjesnom smislu postojati. Parmenid pretpostavlja da riječi imaju stalno značenje: to je ustvari osnova njegovog argumenta koga on smatra neosporavanim. 
Parmenid drži da, jer možemo ovovog časa znati ono što se obično smatra prošlošću, to ne može stvarno biti prošlost, nego mora da, u izvjesnom smislu, postoji i u ovom času. Stoga on zaključuje, da nema takve stvari kao što je promjena. Moglo bi se reći da mi u izvjesnom smislu nemamo saznanje o prošlosti. Kada se nečeg sjetite, to sjećanje se događa ovog časa i nije identično s događajem koga se sjećate. Ali sjećanje pruža opis prošlog događaja i, zbog niza praktičnih razloga, nema potrebe da se pravi razlika između opisa i onog što on opisuje.
Prazan prostor ne postoji pa je stoga nemoguće mnoštvo stvari i njihovo mijenjanje. Osjetilna nas spoznaja vara: ona nam govori o kretanju i mijenjanju. Samo nas, dakle, umna spoznaja može dovesti do toga da gledamo na ono čega nema pred očima kao na ono što jest. On je smatrao da su čula varljiva i odbacivao je mnošto opažljivih stvari kao običnu iluziju. Jedino istinsko biće je «Jedno» koje je beskonačno i nedjeljivo. To nije kao kod Herakleitosa jedinstvo suprotnosti, jer suprotnosti ne postoje. Očito da je on mislio da, npr. «hladno» znači samo «ne vruće», a «tamno» znači samo «ne svjetlo». 
Parmenidovo filozofiranje nosi etičko obilježje: ono je upravljeno na moralnu obnovu, koja treba da se ostvari pravilnim mišljenjem i utvrđivanjem pravih vrijednosti.

## O naravi
Njegovo djelo "O naravi" je preostalo samo u fragmentima i sastavljeno je od dva dijela i predgovora (proemijuma). Proemij je vjerojatno sadržavao tek petinu cjelokupnog teksta. Značajno je da je djelo napisano u tada zastarjelim heksametrima, jer je već jonska filozofija uzela prozni način izraza kao filozofijski prikladnijeg. To dovodi do zaključka da način pisanja kao i sadržaj proemijuma, u kojem se opisuje filozofov put do boginje, koja mu govori o lijepo zokruženoj Istini i smrtniku mnijenja, imaju dublju važnost. U dijelu knjige Put istine on govori o tome što je realnost, a u Varljivom putu što je iluzija. Govorio je da je kretanje nemoguće jer ono zahtijeva premještanje u prazninu, a prazninu je definirao kao ništavilo, što prema definiciji ne može postojati. Za njega sve što je mnogostruko, što je isprekidano ne postoji, to je privid - nebiće.     

## Utjecaj
Otkad je Parmenid riječ bitak uzdigao do središnjeg filozofijskog pojma, to je pitanje u europskoj filozofiji ostalo živo. Tko danas obrađuje teme kao "bitak i vrijeme", "bitak i ništavilo", "bitak i mišljenje", tko upotrebljava termine kao ontologija i egzistencija, taj stoji u jednoj tradiciji koja je počela u Parmenida.  Ako se uzme da je cjelokupna povijest filozofije bilješka na Platona, tada je ta ista povijest neizravna bilješka, razrada i rasprava s Parmenidom. Njegov utjecaj na Platona, naročito u njegovom kasnom razdoblju je i više nego i očit.; Platon je čak i jedan svoj dijalog nazvao Parmenid gdje mladi Sokrat raspravlja sa Zenonom i Parmenidom o Jednom i idejama. U Parmenidovom biću raspravlja Platon i u svom "Sofistu".

## Značaj
Često se kaže da je Parmenid otkrio logiku, ali ono što je on stvarno otkrio je metafizika koja se zasniva na logici (formu metafizičkog dokaza). Njegovo učenje dalje razvijaju Zenon i Melisos.

## Citati
Bitak jest, nebitak nije.
Bitak prianja uz bitak.
Isto je znati i biti.

## Vanjske poveznice
- Parmenidovo učenje o postojanju